# وووکوویتسه (شهرستان کراپکوویتسه)
وووکوویتسه (به لاتین: Łowkowice) یک روستا در لهستان است که در گمینا ستژلچکی واقع شده‌است. وووکوویتسه ۵۷۵ نفر جمعیت دارد.